# Hugh Quarshie
Hugh Anthony Quarshie (Accra, 22 dicembre 1954) è un attore britannico.
È conosciuto soprattutto per aver interpretato il ruolo di Sunda Kastagir in Highlander, del Capitano Panaka in Star Wars - Episodio I - La minaccia fantasma (1999) e di Ric Griffin nella serie TV Holby City.

## Biografia
Quarshie è di origine ghanese, britannica e tedesca. Nasce ad Accra da Emma Wilhelmina (1917-2004) e da Richard Quarshie, ed emigrò con tutta la famiglia in Inghilterra all'età di tre anni.

## Carriera
Quarshie prima di diventare attore cominciò con la carriera da giornalista. È membro della Royal Shakespeare Company, per la quale è apparso in molte produzioni e programmi televisivi incluso Behaving Badly, una serie TV britannica diretta da David Tucker ed andata in onda nel 1989. È meglio conosciuto per i ruoli di Sunda Kastagir in Highlander, Capitano Panaka in Star Wars - Episodio I - La minaccia fantasma (1999), e Ric Griffin nella serie TV Holby City.
Nel 2007 è apparso in Doctor Who, nell'episodio "Daleks in Manhattan"/"Evolution of the Daleks" come Solomon, il leader della città di Hooverville. Ha fatto parte del cast di Michele Soavi in La chiesa (1989) nel ruolo di Padre Gus ed in Titus Andronicus (1985), un film per la televisione diretto da Jane Howell per la serie BBC Shakespeare, nel ruolo di Aaron Moor.
Ha lavorato anche in televisione, specialmente in veste di narratore. Tra i suoi lavori troviamo vari documentari, tra i quali Mega Falls of Iguacu (2006), Small Island (2009) e The Great Rift: Africa's Wild Heart (2010). Nel settembre 2010 è apparso in un episodio della serie televisiva Who Do You Think You Are?.

## Filmografia

### Cinema
- I mastini della guerra (Dogs of War), regia di John Irvin (1980)
- Baby - Il segreto della leggenda perduta (Baby: Secret of the Lost Legend), regia di Bill W. L. Norton (1985)
- Highlander - L'ultimo immortale (Highlander), regia di Russell Mulcahy (1986)
- La chiesa, regia di Michele Soavi (1989)
- Cabal (Nightbreed), regia di Clive Barker (1990)
- Star Wars - Episodio I - La minaccia fantasma (Star Wars: Episode I - The Phantom Menace), regia di George Lucas (1999)
- Conspiracy of Silence, regia di John Deery (2003)
- Red Sparrow, regia di Francis Lawrence (2018)
- The Son, regia di Florian Zeller (2022)
- Book Club - Il capitolo successivo (Book Club: The Next Chapter), regia di Bill Holderman (2023)

### Televisione
- Scene -  (1968)
- The Knowledge - (1979)
- Buccaneer - serie TV, 2 episodi (1980)
- Angels - serie TV, 2 episodi (1983)
- Behaving Badly - mini serie TV, 4 episodi (1989)
- Chancer - serie TV, 2 episodi (1991)
- Press Gang - serie TV, 2 episodi (1991)
- Medics - serie TV, 19 episodi (1992-1994)
- Surgical Spirit - serie TV, 1 episodio (1992)
- Horizon – documentario (1994)
- The Chief - serie TV, 1 episodio (2012)
- Holby City - serie TV, 505 episodi (2001)
- White Heat - mini-serie TV, 6 episodi (2012)
- Casualty - guest (2004-presente)

### Teatro
- Cimbelino nel ruolo di Posthumus (Royal Exchange, Manchester) (1984)
- The Admirable Crichton nel ruolo di Crichton (Royal Exchange, Manchester) (1985)
- Goethe's Faust nel ruolo di Mephistopheles (RSC, 1995)
- Julius Caesar nel ruolo di Marco Antonio (RSC, 1995)
- Otello nel ruolo di Otello (RSC, 2015)

## Doppiatori italiani
Nelle versioni in italiano delle opere in cui ha recitato, Hugh Quarshie è stato doppiato da:
- Massimo Milazzo in Sogno di una notte di mezza estate
- Manlio De Angelis in Highlander - L'ultimo immortale
- Francesco Prando in  Star Wars - Episodio I - La minaccia fantasma
- Franco Mannella in Doctor Who
- Roberto Fidecaro in Red Sparrow
- Stefano Mondini in Book Club - Il capitolo successivo